# Gouvernement Kekkonen IV
République de Finlande
Kekkonen III Tuomioja
Le gouvernement Kekkonen IV est le 36ème gouvernement de la République de Finlande,.
Le gouvernement a siégé pendant 132 jours de gouvernement du 9 juillet 1953 au 17 novembre 1953.

## Composition
Le gouvernement est composé des ministres suivants:
| Ministre                                                                 | Période                                       | Parti         | Parti         |
| ------------------------------------------------------------------------ | --------------------------------------------- | ------------- | ------------- |
| Premier ministre Urho Kekkonen                                           | 9.7.1953 - 17.11.1953                         |               | Maalaisliitto |
| Ministre des Affaires étrangères Ralf Törngren                           | 9.7.1953 - 17.11.1953                         |               | RKP           |
| Ministre de la Justice Sven Högström                                     | 9.7.1953 - 17.11.1953                         |               | RKP           |
| Ministre de l'Intérieur V. J. Sukselainen                                | 9.7.1953 - 17.11.1953                         |               | Maalaisliitto |
| Ministre de la Défense Kauno Kleemola                                    | 9.7.1953 - 17.11.1953                         |               | Maalaisliitto |
| Ministre des Finances Juho Niukkanen                                     | 9.7.1953 - 17.11.1953                         |               | Maalaisliitto |
| Vice-ministre des Finances Nils Meinander                                | 9.7.1953 - 17.11.1953                         |               | RKP           |
| Ministre de l'Éducation Johannes Virolainen                              | 9.7.1953 - 17.11.1953                         |               | Maalaisliitto |
| Ministre de l'Agriculture Martti Miettunen                               | 9.7.1953 - 17.11.1953                         |               | Maalaisliitto |
| Ministre des transports et des travaux publics Eero Mäkinen Kusti Eskola | 9.7.1953 - 27.10.1953 30.10.1953 - 17.11.1953 |               | indépendant   |
| Ministre des transports et des travaux publics Eero Mäkinen Kusti Eskola | 9.7.1953 - 27.10.1953 30.10.1953 - 17.11.1953 | Maalaisliitto |               |
| Vice-ministre des transports et des travaux publics Kusti Eskola         | 9.7.1953 - 30.10.1953                         |               | Maalaisliitto |
| Ministre du commerce et de l'industrie Teuvo Aura                        | 9.7.1953 - 17.11.1953                         |               | indépendant   |
| Ministre des Affaires sociales Lauri Hietanen                            | 9.7.1953 - 17.11.1953                         |               | indépendant   |
| Vice-ministre des Affaires sociales Vieno Simonen                        | 9.7.1953 - 17.11.1953                         |               | Maalaisliitto |